# De tre klangerna
De tre klangerna är den elfte delen i fantasybokserien Sanningens svärd, skriven av den amerikanske författaren Terry Goodkind. Romanen utgör den första tredjedelen ur originalverket Soul of the Fire.